# Kot burmski
Kot burmski (nazwa hodowlana; zwany także kotem burmańskim – nie należy go jednak mylić z kotem birmańskim) pochodzi z klasztorów i pałaców starożytnej Birmy. Koty tej rasy należą do tzw. grupy azjatyckiej.

## Historia rasy
Pierwsza wzmianka o kocie burmańskim pojawia się w księdze poezji o kotach, która ukazała się w okresie Ayudhya (1350–1767), a obecnie znajduje się w zbiorach Muzeum Departamentu Sztuki Uniwersytetu Bangkoku. Koty te hodowane były przez mnichów jako kot świątynny. Zwane były „świątynną strażą” ze względu na swoje szczególne brwi (prawie nieowłosione plamki nad oczami), które sprawiały wrażenie, jakby kot ten miał oczy zawsze otwarte. Wierzono, że dusza osoby, która zmarła, przed przejściem na najwyższy poziom doskonałości w następnym życiu, żyła jeszcze jakiś czas w ciele świętego kota. Kot taki po śmierci miał wstawiać się u Buddy za swoim właścicielem.
W roku 1889 Harrison Weir, organizator pierwszej nowożytnej wystawy kotów rasowych w Crystal Palace, opisał dwa warianty kota syjamskiego. Pierwszy opisany typ był jasno ubarwiony z ciemniejszymi znaczeniami, drugi zaś – jego zdaniem przypadkowa odmiana – kot o czekoladowej barwie. Jaśniejszy, znaczony typ niezmienne wygrywał na wystawach z odmianą czekoladową, tak że z czasem „czekoladowy Syjam” odpadł z konkursu.
W roku 1930 emerytowany lekarz marynarki wojennej USA, dr Joseph G. Thompson, mieszkający w San Francisco, sprowadził z Birmy brązową kotkę i nadał jej imię „Wong Mau”. Kotkę początkowo uważano za nową odmianę kota malajskiego, Wong Mau okazała się być kotem tonkijskim, tj. syjamsko-burmańską hybrydą. W USA nie było kota podobnego do „Wong Mau”, zatem dr Thomson (wraz z trójką wybitnych hodowców: Virginią Cobb, Billym Gerstem i dr Clydem E. Keelerem) sprowadził z Tajlandii kocura syjamskiego o imieniu „Tai Mau”. Niektóre koty z tego miotu były podobne do matki, a niektóre były typowymi kotami syjamskimi. Dopiero skrzyżowanie „Wong Mau” z jej synem „Yen Yen” zaowocowało powstaniem trzeciego typu kolorystycznego, o ciemnobrązowej barwie. Od tej pory można mówić o powstaniu nowej hodowli kotów – kotów burmskich.
W roku 1934 kandydaturę kota burmańskiego zgłoszono do oficjalnego spisu kotów rasowych w Stanach prowadzonego przez Cat Fanciers' Association (pol.: Towarzystwo Miłośników Kotów; CFA), a w roku 1936 rasa ta została zaakceptowana do wpisu. Ze względu na rosnące zainteresowanie kotem burmańskim, a przez co i ogromne zapotrzebowanie na kocięta, do hodowli zaczęto ponownie używać kota syjamskiego, przez co powstały kolejne hybrydy: o barwie szampana, niebieskie i platynowe. To znowu doprowadziło do zawieszenia rejestracji, gdyż CFA nie była przekonana, czy kot burmański jest rzeczywiście oddzielną rasą. Rasę zarejestrowano ponownie w roku 1953, a w 1957 wróciła na wystawy.
Stworzono standard rasy podkreślający różnice między kotem burmańskim a syjamskim i w roku 1959 standard ten został przyjęty przez CFA. Od tego czasu w standardzie zmieniło się bardzo niewiele.

## Hodowla w Polsce
Kot burmański jest już hodowany w Polsce, choć rasy tej nie można zaliczyć do rozpowszechnionych. Pierwsza kotka rasy burmańskiej – niebieska „Anne Louise Falyu's” z hodowli holenderskiej pojawiła się w Polsce w 1992 roku. W 1994 i 1995 roku dołączyły do niej dwa kocury – rudy – „Harry Fox” z Czech i czekoladowy – „Solo Junior Off Indra” z Holandii. Obecnie w Polsce zarejestrowanych jest zaledwie kilka hodowli kotów tej rasy.

## Herb
Jako że kot burmański jest członkiem „kociej arystokracji”, posiada swój herb. U szczytu herbu kota burmańskiego znajduje się paw z rozpostartym ogonem, symbol narodowy Birmy. Po obu stronach pawia stoją lwy zwane „Klinthe”. Obramowanie herbu nawiązuje do wzornictwa stosowanego w zdobieniu świątyń. Główny element herbu stanowi podobizna sobolego kota burmańskiego. Poniżej znajdują się trzy symbole dziedzictwa narodowego Birmy. Pośrodku, poniżej podobizny kota, siedzi Budda z pagody Szwegadon. Po lewej jego stronie widać słonie niosące drogocenne drewno tekowe. Po prawej stronie kobieta birmańska tańczy na tle typowego domu miasta Rangun. Imię i zawołanie znajdują się u podnóża herbu: Kot Burmański – Inteligencja – Godność – Uczuciowość

## Cechy ogólne
Kot burmski akceptuje towarzystwo innych zwierząt w domu. Ciężko znosi samotność. Jest to typowo domowy kot, tzn. że nie należy go przyuczać do samotnych wędrówek po okolicy, gdyż zatracił on wiele zachowań umożliwiających przeżycie w warunkach naturalnych. Występuje w wielu odmianach barwnych, niezależnie.

## Wygląd
Postura
Koty burmańskie są kotami o średniej wielkości. Ważą od 3 do 4 kilogramów. Mają zwartą i muskularną budowę. Mają szeroką, wysklepioną klatkę i niezbyt długie, silne nogi o małych okrągłych łapach.
Głowa
Głowa kota burmańskiego jest okrągła, pełna, czoło zaokrąglone, pysk z profilu niemal płaski, broda wyraźnie okrągła, kości policzkowe wysokie, a u kocurów wyraźnie zaznaczone.
Oczy
Oczy powinny być duże, ale nie wystające, okrągłe. Barwa oscyluje między żółtą a żółtozieloną (z wiekiem oczy kota zielenieją), a za szczególnie pożądane uważa się „złote” znaczenia.
Uszy
Uszy u kota burmańskiego są szeroko rozstawione, grubsze u nasady, ku górze zwężają się i są okrągło zakończone; postawione lekko ku przodowi.
Ogon
Ogon powinien być prosty, lub jedynie lekko zawijający ku górze, średniej długości i grubości.
Futro
Koty burmańskie występują w dziesięciu odmianach barwnych:
- sobolej (podstawowej) – ciemnobrązowej o ciepłym odcieniu, choć genetycznie to koty czarne,
- kremowej – rozjaśniony, pastelowy rudy,
- rudej – w ciepłym pomarańczowym odcieniu,
- czekoladowej – jasnobrązowej w odcieniu mlecznej czekolady,
- liliowej – szarej z różowym odcieniem,
- niebieskiej – w odcieniu cynowej szarości, tzw. „antyczne srebro”,
- szylkretowej seal (sobolej)– kombinacja jasnej i ciemnej rudości z ciemnym brązem,
- szylkretowej czekoladowej – kombinacja jasnej i ciemnej rudości z jasnym brązem,
- szylkretowej niebieskiej – kombinacja barw niebieskiej i kremowej,
- szylkretowej liliowej – kombinacja barw liliowej i kremowej.

Charakterystyczne dla rasy jest rozmieszczenie kolorów nieco jaśniejszych w dolnych partiach tułowia (podbrzusze i klatka piersiowa) i ciemniejszym na pysku (tzw. maska), uszach, nogach, i ogonie. Głębia barw ustala się ostatecznie do końca drugiego roku życia kota.
Kolor futra zmienia się wraz z temperaturą: w temperaturze wysokiej futro jaśnieje, w niskiej – ciemnieje. Dlatego właśnie kocięta rodzą się z jaśniejszym futrem, tzn. ich kolor wynika z wysokiej temperatury ciała matki.
Sierść kotów burmańskich jest krótka, dokładnie przylega do ciała i jest jedwabista w dotyku. Jedwabistość ta wynika z faktu, że koty burmańskie nie posiadają podszorstka, przez co, dla ogrzania, lubią przytulać się do człowieka i innych zwierząt. Ze względu na wyjątkowe walory futra koty burmańskie nazywane są „kocimi sobolami”.
Pielęgnacja sierści polega na cotygodniowym wyczesywaniu włosianą szczotką; ewentualnie można też sierść polerować wełnianą szmatką.

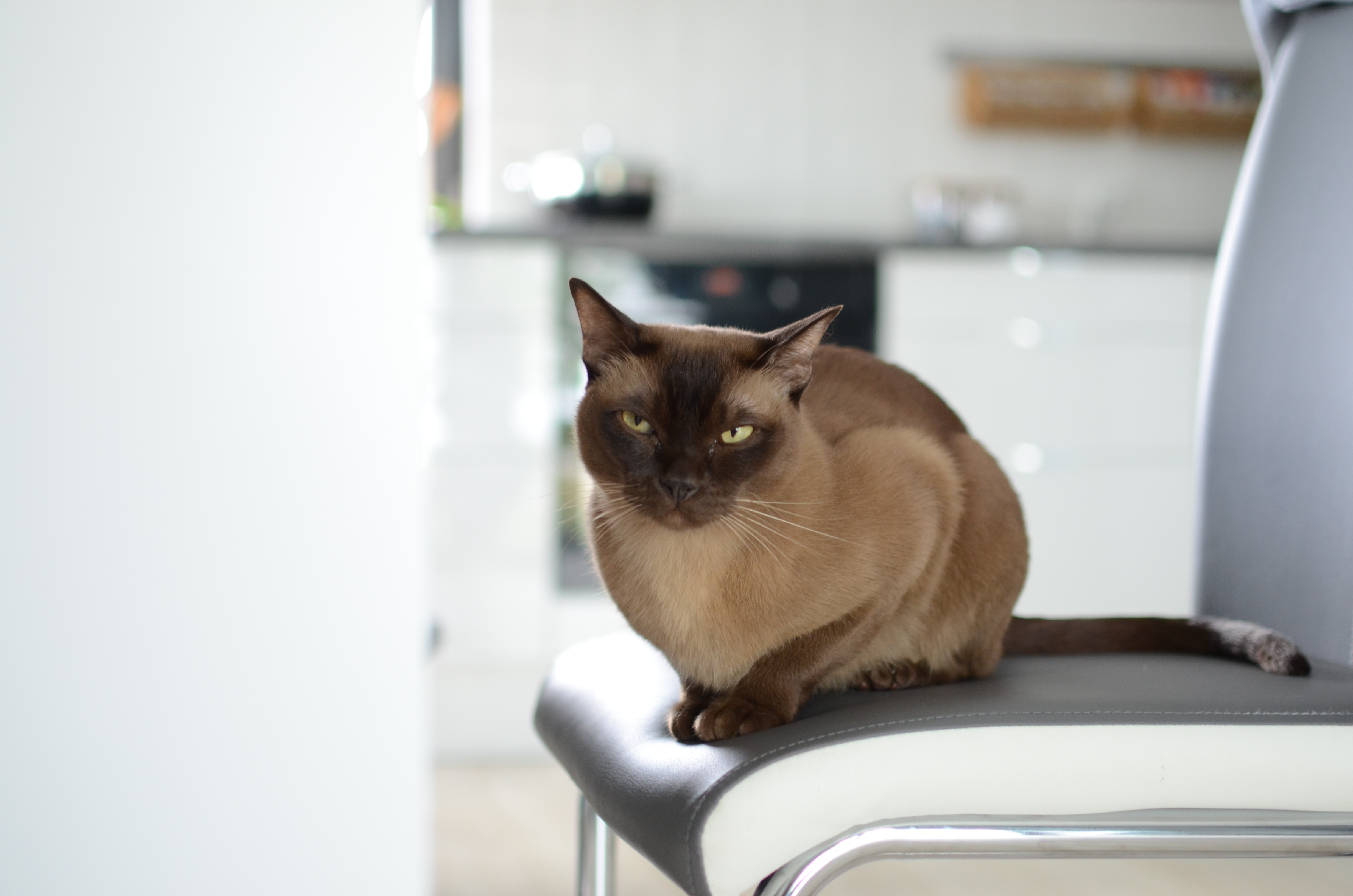
Dorosły samiec kota burmańskiego